# Star Trek: Enterprise/Staffel 3
Mit der dritten Staffel wurde die US-amerikanische Fernsehserie Enterprise in Star Trek: Enterprise umbenannt. Sie besteht aus 24 Episoden mit einer Länge von jeweils etwa 40 Minuten. Die Handlung spielt als direkte Fortsetzung der zweiten Staffel in den Jahren 2153 und 2154 mit mehreren Zeitreisen in Zukunft und Vergangenheit. Die US-Erstausstrahlung erfolgte beim Fernsehsender UPN von September 2003 bis Mai 2004, die deutsche Erstausstrahlung bei Sat.1 von November 2004 bis Februar 2005. Die Staffel ist auf DVD und mittlerweile auch auf Blu-ray erhältlich.

## Handlung

### Überblick
Nach dem Angriff einer Xindi-Sonde auf die Erde, bei dem sieben Millionen Menschen starben, bricht die Enterprise am Ende der zweiten Staffel auf, um einen zweiten Angriff der Xindi zur vollständigen Zerstörung der Erde zu verhindern (→ Hauptartikel: Die Ausdehnung).
Die dritte Staffel durchzieht als „roter Faden“ die Suche nach der Superwaffe der Xindi. Die Enterprise begibt sich dabei in einen Teil des Weltraums, in dem die physikalischen Gesetze nicht mehr uneingeschränkt gelten. Darüber hinaus werden die Personen mit einer Reihe von Problemen konfrontiert, wodurch sie bisher unerschütterliche Prinzipien aufgeben müssen und deutlich komplexer und ambivalent erscheinen. Die Staffel schließt mit der Zerstörung der Xindi-Waffe und beginnt ein Zwischenspiel, das den „Temporalen Kalten Krieg“ in der folgenden Staffel zu einem Ende bringt.

### Episoden 1–12
| Nr. (ges.) | Nr. (St.) | Deutscher Titel       | Originaltitel    | Erstausstrahlung USA | Deutschsprachige Erstausstrahlung (D) | Regie                 | Drehbuch                                                            |
| --- | --------- | --------------------- | ---------------- | -------------------- | ------------------------------------- | --------------------- | ------------------------------------------------------------------- |
| 53 | 1         | Die Xindi             | The Xindi        | 10. Sep. 2003        | 28. Nov. 2004                         | Allan Kroeker         | Rick Berman, Brannon Braga                                          |
| Die Enterprise befindet sich seit sechs Wochen in der Ausdehnung, um die Xindi zu finden, die für den Angriff auf die Erde verantwortlich sein sollen. Aus diesem Grund ist nun auch ein militärisches Angriffskommando (MAKOs) an Bord. Der Tipp eines Frachtercaptains führt die Enterprise zu einem Planeten, auf dem Archer und Tucker durch das Eintauschen flüssigen Platins Kontakt zu einem dort gefangen gehaltenen humanoiden Xindi aufnehmen können. Als sie diesen in einer unterirdischen Gefängnismine treffen, erkennen sie, dass sie nun ebenfalls dort gefangen sind. Der Xindi verspricht den beiden, ihnen die Koordinaten der Heimatwelt der Xindi zu nennen, wenn sie ihm bei der Flucht helfen. Als ihr gemeinsamer Fluchtversuch von den Gefängniswärtern vereitelt wird, stellt sich heraus, dass der Xindi von den Wärtern instrumentalisiert wurde, um Archer und Tucker in eine Falle zu locken. In dem Moment werden die drei von einem MAKO-Kommando unter Reeds Führung befreit und können vor den feindlichen Schiffen fliehen. Bei der Befreiung wird der Xindi schwer verletzt, verrät Phlox kurz vor seinem Tode aber noch die versprochenen Koordinaten. Dort findet die Crew jedoch nur ein 80 Millionen Kilometer langes Trümmerfeld eines vor 120 Jahren zerstörten Planeten vor. Um die Xindi zu finden, begeben sie sich auf einen Kurs, der sie noch tiefer in die Ausdehnung hinein führt. Das Vorhaben der Crew bleibt einem weit entfernten Rat aus Außerirdischen nicht verborgen. – Tucker, nach dem Tod seiner Schwester traumatisiert und kaum in der Lage durchzuschlafen, wird unter Phlox' Mitwirkung von T’Pol zu einer vulkanischen Neuropressur überredet. |           |                       |                  |                      |                                       |                       |                                                                     |
| 54 | 2         | Anomalie              | Anomaly          | 17. Sep. 2003        | 4. Dez. 2004                          | David Straiton        | Mike Sussman                                                        |
| Die Enterprise-Crew findet ein im All treibendes Raumschiff mit den Leichen von 17 Humanoiden vor, die dort vor weniger als zwei Tagen getötet wurden. Plötzlich wird die Enterprise von den osaarianischen Piraten überfallen, die auch das vorgefundene Schiff überfallen haben. Sie entwenden neben Waffen und Nahrungsmitteln auch Antimaterievorräte, die der Enterprise als Antriebsmittel dienen. Da die verbliebenen Vorräte höchstens für einen Monat ausreichen, beginnt die Crew mit der Suche nach dem Diebesgut. Bei dem Überfall wurden ein Besatzungsmitglied getötet und weitere verletzt, allerdings konnte die Crew einen Piraten gefangen nehmen. Die Spur des Piratenschiffes verfolgend, stößt die Enterprise nach der Durchquerung eines Tarnfeldes auf eine 19 km durchmessende Sphäre im All, in der sie die meisten Frachtgegenstände findet. Um vom gefangenen Osaarianer Informationen über die Xindi zu erpressen, foltert ihn Archer durch rasche Dekompression in einer Luftschleuse. Dadurch erfährt er, dass die Osaarianer über eine Datenbank der Xindi verfügen. Einen Teil der Datenbank kann die Crew von einem weiteren, hinzugekommenen osaarianischen Schiff kopieren, als sie dieses mit der Enterprise kurzzeitig in das Tarnfeld verfolgt. Sie setzt den gefangenen Osaarianer in der Sphäre ab. |           |                       |                  |                      |                                       |                       |                                                                     |
| 55 | 3         | Transformation        | Extinction       | 24. Sep. 2003        | 5. Dez. 2004                          | LeVar Burton          | André Bormanis                                                      |
| Dank der Xindi-Datenbank kann die Enterprise einige Xindi bis zu einem Planeten verfolgen. Dort finden Archer, T’Pol, Reed und Sato neben einer Xindi-Fähre einige verbrannte Leichen. Archer, Reed und Sato verwandeln sich unter dem Einfluss des Planeten schnell in animalische Kreaturen, nehmen T’Pol gefangen und erklären, auf der Suche nach einem Ort namens Urquat zu sein. Es gelingt einem Rettungsteam, Reed auf die Enterprise zurückzubringen, wo Phlox ein Virus als wahrscheinliche Ursache für die Mutationen ermittelt. Der Anführer zweier fremder Schiffe, die sich dem Planeten nähern, fordert die sofortige Dekontamination der Enterprise, also die Tötung Reeds, und droht ansonsten mit Gewaltanwendung. Er erklärt zudem, dass seine Gesellschaft das Virus bereits seit 60 Jahren untersucht und es einst von der Spezies Loque'eque hergestellt wurde, die sich damit vor dem Aussterben retten wollte. Seine Gesellschaft hat bereits 10 Millionen Infizierte umgebracht, um die Ausbreitung des Virus zu verhindern. Um auch die infizierten Mitglieder der Enterprise-Besatzung zu töten, schickt er einen Stoßtrupp auf die Planetenoberfläche. Bevor dieser seinen Auftrag ausführen kann, werden Archer, Sato und T’Pol durch ein Außenteam der Enterprise gerettet. Diese flieht daraufhin vor den beiden Schiffen und Phlox gelingt es, ein Gegenmittel zu entwickeln. Archer, der sich schnell in einen Menschen zurückverwandelt, bietet es den Verfolgern an und kann sie so von weiteren Angriffen abhalten. |           |                       |                  |                      |                                       |                       |                                                                     |
| 56 | 4         | Rajiin                | Rajiin           | 1. Okt. 2003         | 11. Dez. 2004                         | Mike Vejar            | Brent V. Friedman, Chris Black; Idee: Paul Brown, Brent V. Friedman |
| Zur sichereren Passage der Ausdehnung benötigt die Enterprise-Crew die Substanz Trellium-D, deren Herstellungsformel ihr bislang aber unbekannt ist. Als ein Außenteam die Formel auf einem Marktplatz auf einem Planeten erwirbt, rettet Archer die offensichtlich vor einem Händler fliehende, humanoide Konkubine Rajiin und nimmt sie mit an Bord. Ein erster Synthetisierungsversuch mit Hilfe der Formel scheitert. Alsbald stellt sich heraus, dass Rajiin in der Lage ist, die Besatzung, darunter Archer, zu manipulieren, um sich ihr nähern und sie biometrisch scannen zu können. Nachdem Rajiin dabei T’Pol verletzt hat, ist sie als Spionin enttarnt, woraufhin sie vor der Crew erfolglos zu fliehen versucht. Während sich zwei Xindi-Raumschiffe der Enterprise nähern, erfährt Archer von Rajiin, dass sie von den Xindi hergeschickt wurde, weil diese zum Bau einer neuen Biowaffe Informationen über die Menschen brauchen. Einige der Reptilianer entern die Enterprise und nehmen Rajiin mit, wobei einige Enterprise-Crewmitglieder und ein Xindi sterben, den Archer anschließend von Phlox obduzieren lässt. Der Xindi-Versammlung, die den Bau der Waffe plant, gibt Rajiin schließlich die Informationen über die Enterprise-Besatzung preis. |           |                       |                  |                      |                                       |                       |                                                                     |
| 57 | 5         | Impulsiv              | Impulse          | 8. Okt. 2003         | 12. Dez. 2004                         | David Livingston      | Jonathan Fernandez; Idee: Jonathan Fernandez, Terry Matalas         |
| Die Enterprise empfängt einen Notruf vom vulkanischen Raumschiff Seleya, das seit neun Monaten in der Ausdehnung verschollen ist. Archer und T’Pol fliegen daraufhin mit einem Außenteam zur Seleya, die sie in einem Asteroidenfeld, das große Mengen Trellium-D enthält, treibend aufgespürt haben. An Bord treffen sie auf die vulkanische Besatzung, die sich in gewalttätige, angriffslustige und äußerlich entstellte Wesen verwandelt hat und ihnen nun den Rückweg zur Raumfähre versperrt. Auch T’Pol beginnt sich zu verändern und reagiert zunehmend emotional und paranoisch. Da Tucker und Mayweather die zweite Enterprise-Fähre unterdessen bei der Gewinnung von Trellium-D – das die Enterprise vor Anomalien in der Ausdehnung schützen soll – beschädigt haben, können sie den Eingeschlossenen zunächst nicht helfen. Phlox' Auswertung der Daten, die das Außenteam gesammelt hat, ergibt, dass Trellium-D giftig für Vulkanier ist und sie in mordlüsterne Kreaturen verwandelt. Da die Besatzung der Seleya dem Gift bereits zu lange ausgesetzt ist, kann Phlox sie nicht mehr heilen. Dem Außenteam gelingt es schließlich, von der Seleya auf die Enterprise zu fliehen, wobei sie notgedrungen den Reaktor der Seleya überladen, so dass das Schiff zerstört wird. Tucker und Mayweather haben über 60 kg Trellium-D gewonnen, das so an Bord gelagert wird, dass T’Pol, die sich wieder erholt hat, davor geschützt ist. |           |                       |                  |                      |                                       |                       |                                                                     |
| 58 | 6         | Exil                  | Exile            | 15. Okt. 2003        | 18. Dez. 2004                         | Roxann Dawson         | Phyllis Strong                                                      |
| Während die Enterprise auf dem Weg zu einer neu entdeckten, zweiten Xindi-Sphäre ist, nimmt der Telepath Tarquin, der aufgrund seiner Fähigkeiten allein auf einem Planeten im Exil lebt, Kontakt zu Sato auf. Archer und Sato willigen in Tarquins Forderung ein, dass Sato eine Zeitlang in seinem Anwesen bleibt. Im Gegenzug möchte er der Crew neue Informationen über die Xindi-Waffe geben. Sato stellt fest, dass Tarquin sehr genau über ihre Vergangenheit informiert ist und dass er sehr einsam ist. Sie stellt außerdem fest, dass er bereits früher einige Gefährtinnen hatte, die mittlerweile gestorben sind, da er sehr langlebig ist. Tarquin gibt zu, dass er Sato für immer bei sich behalten und nicht auf die Enterprise zurückkehren lassen will. In der Nähe der auch visuell getarnten Xindi-Sphäre wird die Enterprise durch massive gravimetrische Verzerrungen schwer beschädigt. Um die Sphäre zu erforschen, fliegen Archer und Tucker daher in einer Fähre dorthin, die sie mit Trellium-D, das vor den Anomalien schützt, ausgekleidet haben, und sammeln wertvolle Informationen. Die Auswertung der Daten über die Sphäre ergibt, dass die Anomalien von mindestens 50 ähnlichen Sphären verursacht werden, die eventuell die Ausdehnung erst erzeugt haben. Sato kann sich aus der Gewalt von Tarquin befreien und auf die zum Planeten zurückgekehrte Enterprise retten. Sie erhält dadurch aber zunächst keine neuen Informationen über die Xindi. Tarquin erscheint ihr jedoch erneut auf telepathischem Weg und informiert sie doch über eine Xindi-Kolonie, in der angeblich ein Teil der Xindi-Waffe gebaut wird.                                                       |           |                       |                  |                      |                                       |                       |                                                                     |
| 59 | 7         | Die Ladung            | The Shipment     | 29. Okt. 2003        | 19. Dez. 2004                         | David Straiton        | Chris Black, Brent V. Friedman                                      |
| Im Rat der Xindi berichtet Bauleiter Degra, dass die geplante Waffe in wenigen Wochen einsatzbereit sein werde. Mit Hilfe der Koordinaten, die die Enterprise-Crew von Tarquin erhalten hat, entdecken sie einen Planeten und einen Gebäudekomplex der Xindi. Darin findet das aus Archer, Reed und Hayes bestehende Außenteam eine große Menge der Substanz Kemocite. Sie beamen einen Kanister davon zur Analyse an Bord. Dann folgen sie Gralik, einem der drei Xindi, die sie in dem Gebäude entdeckt haben, zu seinem Wohnhaus und konfrontieren ihn mit der Wahrheit, dass das Kemocite zum Bau einer Waffe benutzt werden soll. Gralik bestreitet jedoch, etwas von der Waffe zu wissen. An Bord der Enterprise findet Tucker heraus, dass das Kemocite alle Xindi-Waffen antreibt. Er löst versehentlich einen Selbstzerstörungsmechanismus bei einer Xindi-Handwaffe aus, kann sie aber im letzten Moment von Bord beamen. Archer entscheidet sich gegen die Zerstörung der Kemocite-Anlage, um nicht als Aggressor zu wirken, und informiert Gralik über den Angriff auf die Erde. Gralik wiederum erklärt, Degra habe ihn im Glauben gelassen, das Kemocite sei nur für Forschungszwecke gedacht. Ein Raumschiff der Xindi-Spezies Reptilianer erscheint, um die letzte Ladung Kemocite abzuholen. T’Pol modifiziert den Kanister, sodass er nachverfolgt werden kann, und beamt ihn wieder zu Archer. Dieser kann ihn in das Reptilianer-Schiff schmuggeln, während ihm Gralik dabei hilft, unentdeckt zu bleiben. Zurück auf der Enterprise bestätigt Sato, dass sie das Schiff der Xindi verfolgen kann.                                                                                           |           |                       |                  |                      |                                       |                       |                                                                     |
| 60 | 8         | Dämmerung             | Twilight         | 5. Nov. 2003         | 2. Jan. 2005                          | Robert Duncan McNeill | Mike Sussman                                                        |
| Auf der Enterprise wird Archer von einer Anomalie getroffen und dabei mit Parasiten infiziert, die ihn dauerhaft sein Langzeitgedächtnis verlieren lassen. Zwölf Jahre später ist er nach wie vor krank und wird von T’Pol über die Ereignisse seit dem Vorfall informiert: Einige Zeit nach seiner Infektion erhielt T’Pol von der Sternenflotte das Kommando über die Enterprise. Auf dem Weg zur Waffenfabrik der Xindi wurde die Enterprise von Xindi-Raumschiffen angegriffen und dabei durch T’Pols Einsatz zwar vor der Vernichtung bewahrt, aber erheblich beschädigt. Die Crew erreichte die Waffenfabrik zu spät; die Xindi konnten mit der Waffe nicht nur die Erde, sondern auch etliche menschliche Kolonien zerstören, sodass nur wenige Menschen überlebten. Daraufhin legte T’Pol ihr Kommando nieder. Zwölf Jahre nach Archers Infektion wird er von Phlox aufgesucht, der beabsichtigt ihn zu heilen. Dazu begeben sich Archer, T’Pol und Phlox auf die mittlerweile von Tucker kommandierte Enterprise, wo Phlox mit der Heilungsprozedur beginnt und dabei mit T’Pol erkennt, dass dadurch nicht nur die gegenwärtig in Archers Körper befindlichen Parasiten eliminiert werden, sondern dass die Parasiten auch in der Vergangenheit verschwinden und somit die Geschichte neu geschrieben werden kann. Während der Heilungsprozedur wird die Enterprise jedoch erneut von den Xindi angegriffen und schwer beschossen. Kurz bevor die Enterprise zerstört wird, kann Archer die Prozedur vollenden, wodurch die Zeitlinie korrigiert wird und Archer gesund wieder in der Gegenwart erwacht.                                                                                               |           |                       |                  |                      |                                       |                       |                                                                     |
| 61 | 9         | Faustrecht            | North Star       | 12. Nov. 2003        | 8. Jan. 2005                          | David Straiton        | David A. Goodman                                                    |
| Die Enterprise-Crew hat auf einem Planeten menschliches Leben entdeckt. Ein Außenteam begibt sich undercover in ein Dorf, das den Siedlungen im Wilden Westen der Erde ähnelt. Das Team stellt fest, dass die menschlichen Bewohner die außerirdischen Skagaraner unterdrücken. Deren Vorfahren hatten 300 Jahre zuvor einige Menschen als Sklaven auf den Planeten geholt, die ihnen beim Aufbau von Kolonien dienen sollten. Die Menschen begannen jedoch, sich gegen die Skagaraner aufzulehnen. In Folge der Auseinandersetzungen blieben nur noch circa 1000 Skagaraner am Leben, die nun von den etwa 6000 Menschen ausgegrenzt werden. Als die menschliche Lehrerin Bethany gesetzeswidrig einige Skagaraner-Kinder unterrichtet, wird sie verhaftet. Der dabei anwesende und deshalb ebenfalls festgenommene Archer kommt als Fremder alsbald aus der Haft frei. Nachdem er Bethany aus dem Gefängnis befreit hat, wird sie bei der gemeinsamen Flucht angeschossen und von Archer zur Behandlung ihrer Verletzungen mit auf die Enterprise gebeamt. Damit die Menschen auf dem Planeten ihre Ressentiments überwinden, versucht ihnen Archer mit seiner Crew zu vermitteln, dass die Erde sie nicht aufgegeben hat. Dazu landen er und einige Besatzungsmitglieder mit einer Fähre mitten im Dorf. Sie werden aber von Bennings, dem Deputy des Sheriffs, und seinen Männern angegriffen, die glauben, dass Archer den Skagaranern wieder zur alten Macht verhelfen möchte. Bennings hat damit jedoch keinen Erfolg. Bethany darf schließlich Skagaraner-Kinder unterrichten. Archer verspricht, dass die Erde Raumschiffe schicken wird, um die Menschen zu holen.                                     |           |                       |                  |                      |                                       |                       |                                                                     |
| 62 | 10        | Ebenbild              | Similitude       | 19. Nov. 2003        | 9. Jan. 2005                          | LeVar Burton          | Manny Coto                                                          |
| Bei einem Experiment, bei dem die Enterprise auf Warp 4,9 beschleunigt, kommt es zu technischen Problemen, zu deren Behebung Tucker den Warpantrieb abstellt, dabei aber schwer verletzt ins Koma fällt. Durch das abrupte Beenden des Warpfluges strandet die Enterprise manövrierunfähig in einer Gegend des Weltraums, in der die Außenhülle der Enterprise mit einer dichter werdenden Kruste aus nukleonischen Partikeln überzogen wird. Um Tucker mit einer Transplantation zu retten, klont Phlox ihn mit Archers Einverständnis. Der Sim genannte Klon wächst innerhalb weniger Tage zu einem Mann heran, der Tucker physisch gleicht und auch dessen Erinnerungen besitzt. Durch die dicker werdende Kruste auf der Außenhülle droht innerhalb weniger Tage ein schiffsweites Systemversagen und damit der Tod aller. Auf Sims Vorschlag hin wird die Enterprise mit den beiden Fähren aus dem Nebel gezogen und so gerettet. Phlox entdeckt entgegen seiner anfänglichen Überzeugung, dass Sim die bevorstehende Transplantation nicht überleben wird. Getrieben von der Angst vor dem eigenen Tod möchte Sim im Rahmen einer experimentellen Behandlung seinen raschen Alterungsprozess mit einem Enzym verlangsamen lassen. Da dieses aber wahrscheinlich nicht vor dem letztmöglichen Transplantationstermin verfügbar sein wird, verbietet Archer diese Behandlung. Sims Versuch, auf einer Fähre von Bord zu fliehen, bricht er ab, als ihm bewusst wird, dass nur Tuckers Überleben eine Chance bietet, dass weitere Ereignisse wie der Tod von Tuckers Schwester verhindert werden können. Während Tucker nach der Transplantation gesundet, wird Sim von der Crew im All bestattet.            |           |                       |                  |                      |                                       |                       |                                                                     |
| 63 | 11        | Carpenter Street      | Carpenter Street | 26. Nov. 2003        | 15. Jan. 2005                         | Mike Vejar            | Rick Berman, Brannon Braga                                          |
| Vom Zeitreisenden Daniels erfährt Archer, dass drei reptilianische Xindi in das Jahr 2004 und nach Detroit gereist sind. Archer und T’Pol folgen ihnen dorthin, um hinter ihre Pläne zu kommen. Sie verfolgen einen Mann namens Loomis von einem Fabrikgebäude, in dem die Xindi sich aufhalten, zu seiner Wohnung. Er hält sie für Kriminalpolizisten und gibt zu, dass er einem ihm Unbekannten, bei dem es sich um einen der Xindi handelt, gegen Geld sechs menschliche Probanden gebracht hat, die verschiedene Blutgruppen besitzen. Von Loomis lässt sich Archer als vermeintlicher weiterer Proband in das Fabrikgebäude in der Carpenter Street einschleusen, in dem die Xindi auch die anderen festhalten, um ihnen Blut abzunehmen. Dort entdeckt er die Xindi, als diese gerade mit einem Bioreaktor und dem gewonnenen Blut Viren synthetisieren, um sie gegen die Menschheit einzusetzen. Archer überwältigt mit T’Pols Hilfe die Xindi und kann auch die Freisetzung der Viren in einem öffentlichen Gebäude in letzter Sekunde verhindern. Nachdem Archer und T’Pol mit den toten Xindi, dem Virenbehälter und dem Bioreaktor in das Jahr 2153 und auf die Enterprise zurückgekehrt sind, wird Loomis in Detroit von der Polizei festgenommen. |           |                       |                  |                      |                                       |                       |                                                                     |
| 64 | 12        | Das auserwählte Reich | Chosen Realm     | 14. Jan. 2004        | 16. Jan. 2005                         | Roxann Dawson         | Manny Coto                                                          |
| Einige streng religiöse Triannoner gelangen unter einem Vorwand auf die Enterprise und übernehmen die Kontrolle, nachdem sie mit Selbstmordanschlägen gedroht haben. Sie betrachten die Ausdehnung als das auserwählte Reich und die Sphären als Heiligtümer, die von göttlichen Wesen erschaffen worden seien, um deren Rückkehr vorzubereiten. Da ihr Anführer D'Jamat davon überzeugt ist, dass die Enterprise-Crew die Sphären entweiht habe, und da er wissenschaftliche Forschung ablehnt, löscht er sämtliche über die Ausdehnung und die Sphären gesammelten Informationen aus dem Enterprise-Computer. Zusammen mit seinen Gefolgsleuten fliegt er die Enterprise nach Triannon, um sie im dortigen Krieg gegen diejenigen Bewohner einzusetzen, die seinen Glauben nicht teilen. Nachdem er von Archer eine Entscheidung darüber verlangt hat, welches Besatzungsmitglied stellvertretend für die „Verbrechen“ der Enterprise-Crew sterben solle, lässt sich Archer vorgeblich töten, tatsächlich jedoch an eine andere Stelle auf der Enterprise beamen. Mit der Hilfe von D'Jamats bisherigem Unterstützer Yarrick, dem Zweifel an D'Jamats Vorgehen gekommen sind, und seiner nach und nach befreiten Besatzung erlangt Archer schrittweise die Kontrolle über das Schiff zurück, das von D'Jamat währenddessen dazu eingesetzt wird, einige Raumschiffe der gegnerischen Triannoner anzugreifen. Die Enterprise bringt die gefangenen Triannoner schließlich zu ihrem Heimatplaneten zurück, der mittlerweile durch den Krieg großflächig verwüstet wurde. Dadurch macht Archer D'Jamat die Auswirkungen seines Fanatismus klar.                                                                   |           |                       |                  |                      |                                       |                       |                                                                     |

### Episoden 13–24
| Nr. (ges.) | Nr. (St.) | Deutscher Titel         | Originaltitel   | Erstausstrahlung USA | Deutschsprachige Erstausstrahlung (D) | Regie                 | Drehbuch                                                 |
| --- | --------- | ----------------------- | --------------- | -------------------- | ------------------------------------- | --------------------- | -------------------------------------------------------- |
| 65 | 13        | Testgebiet              | Proving Ground  | 21. Jan. 2004        | 22. Jan. 2005                         | David Livingston      | Chris Black                                              |
| Vor dem Xindi-Rat verkündet Bauleiter Degra, dass die Waffe, mit der die Xindi die Erde zerstören wollen, in etwa einem Monat einsatzbereit sein werde. Einen Prototyp lässt Degra nun in einem Testgebiet erproben, zu dem mehrere Monde gehören. Durch das Peilgerät, das Archer vor einiger Zeit auf einem Xindi-Schiff verstecken konnte, wird die Enterprise in dieses System geführt, gerät aber in eine Anomalie und wird gestoppt. Aus der Anomalie wird das Schiff kurz darauf durch ein von Shran geführtes andorianisches Raumschiff gerettet. Shran gibt vor, die Sternenflotte als Gegenleistung für deren frühere Hilfe unterstützen zu wollen. Die Enterprise und das andorianische Schiff fliegen daraufhin zum Testgebiet, wo Archer den Prototyp stehlen will, um von der Sternenflotte eine Abwehr entwickeln zu lassen. Da die Waffe verstrahlt ist, erlaubt er Shran, sie für ihn zu bergen, was diesem auch gelingt. Shran erklärt allerdings, gemäß seinen eigenen Befehlen die Waffe behalten zu wollen, um damit die vulkanische Bedrohung seines Volkes abwehren zu können. Weil Archer damit nicht einverstanden ist und weil die Enterprise-Crew bereits im Besitz der Aktivierungscodes ist, droht Archer Shran damit, die Waffe an Bord von dessen Schiff zu zünden. Shran gibt die von der Enterprise-Besatzung aktivierte Waffe gezwungenermaßen frei, die wenig später explodiert. Er übermittelt der Enterprise heimlich alle Daten, die seine Crew über die Waffe gesammelt hat. |           |                         |                 |                      |                                       |                       |                                                          |
| 66 | 14        | Kriegslist              | Stratagem       | 4. Feb. 2004         | 23. Jan. 2005                         | Mike Vejar            | Michael Sussman, Idee: Terry Matalas                     |
| Die Enterprise-Besatzung kann ein Xindi-Raumschiff, auf dem sich Degra aufhält, in ihre Gewalt bringen. Um von Degra zu erfahren, wo die Waffe gebaut wird, lässt Archer dessen Kurzzeitgedächtnis durch Phlox löschen. Archer spielt Degra vor, dass sie beide zusammen in einem Raumschiff auf der Flucht seien, und gewinnt so sein Vertrauen. Der Flug ist allerdings nur eine Simulation; das „Schiff“ befindet sich in einem Frachtraum der Enterprise. Degra verrät die Koordinaten eines Roten Riesen und des ihn umkreisenden Planeten Azati Prime. Alsbald schöpft er aber Verdacht, sodass die Crew den Täuschungsversuch beendet. Da der Flug bis zum Roten Riesen drei Wochen dauert, versucht die Crew die Information vorher zu bestätigen und täuscht Degra erneut. Der gibt daraufhin preis, dass die Gegend rund um den Riesenstern durch die Xindi verteidigt wird; somit ist sie ein wahrscheinlicher Produktionsort der Waffe. Archer lässt die Enterprise daraufhin Kurs auf dieses System setzen und bringt Degra und dessen Mannschaft mit gelöschten Erinnerungen auf ihr Schiff zurück. |           |                         |                 |                      |                                       |                       |                                                          |
| 67 | 15        | Der Vorbote             | Harbinger       | 11. Feb. 2004        | 29. Jan. 2005                         | David Livingston      | Manny Coto, Idee: Rick Berman, Brannon Braga             |
| Die Enterprise ist unterwegs zum Roten Riesen, dessen Koordinaten man von Degra erhalten hat. Am Rande einer gravimetrischen Raumstörung entdeckt die Besatzung eine Raumkapsel mit einem sterbenden Humanoiden, dessen Lebenssignale durch die Kapsel an einen unbekannten Empfänger übertragen werden. Untersuchungen der Kapsel ergeben, dass diese aus dem gleichen Material wie die Sphären besteht. Archer verhört den Sterbenden unter Missachtung von Phlox' ethischen Bedenken. – Nachdem T’Pol erfährt, dass Tucker Amanda Cole, ein Mitglied der MAKOs, mit vulkanischer Neuropressur behandelt, wird sie eifersüchtig und verführt ihn schließlich. Am nächsten Tag bezeichnet sie den Sex als Forschung. Tucker reagiert verärgert, und sie kommen überein, den Vorfall nicht mehr zu erwähnen. – Auf Archers Anweisung hin trainieren seine Offiziere zusammen mit den von Hayes geleiteten MAKOs, um sich auf Kämpfe gegen die Xindi vorzubereiten. Dabei entwickelt sich ein Machtkampf zwischen Reed und Hayes, den Reed verdächtigt, die Leitung der Sicherheit auf dem Schiff übernehmen zu wollen. Während die beiden zunächst miteinander trainieren, sich dann aber in aller Härte prügeln, flieht der Fremde, der sich problemlos durch Wände bewegen kann und dem Phaserschüsse nichts anhaben können, in den Maschinenraum. Als er dort den Antrieb beeinträchtigt, wird er von Reed und Hayes überwältigt. Die beiden erhalten wegen ihrer Prügelei eine Standpauke von Archer. Kurz vor seinem Verschwinden kündigt der Fremde, bei dem es sich um ein transdimensionales Wesen handelt, gegenüber Archer selbstgefällig an, dass sein Volk die Oberhand gewinnen werde, wenn die Xindi die Erde zerstören. |           |                         |                 |                      |                                       |                       |                                                          |
| 68 | 16        | Auf ärztliche Anweisung | Doctor’s Orders | 18. Feb. 2004        | 30. Jan. 2005                         | Roxann Dawson         | Chris Black                                              |
| Auf dem Weg nach Azati Prime muss die Enterprise eine Region des Weltraums durchqueren, die menschliche Gehirnfunktionen stören und Menschen sogar töten kann. Aus diesem Grund folgt Archer Phlox' Vorschlag, die Crew mit Ausnahme von Phlox für die Zeit der Passage zu sedieren. Weil bedingt durch die Anomalie auch die Benutzung des Warpantriebs zu gefährlich wäre, wird das Schiff mit Impulsantrieb hindurch geflogen. Dadurch für voraussichtlich vier Tage als einziger Humanoider an Bord bei Bewusstsein, nimmt Phlox alsbald merkwürdige Geräusche aus dem Schiff wahr und trifft, als er deren Ursache ergründen möchte, aufT’Pol, die anscheinend ebenso wie er immun gegen die Auswirkungen der Anomalie ist und wie er nicht sediert werden musste. Weiterhin nimmt Phlox Geräusche wahr und sieht sich sogar dem Angriff eines insektoiden Xindi ausgesetzt. T’Pol glaubt ihm das jedoch nicht und geht davon aus, dass Phlox halluziniert. Nach anfänglichen Zweifeln erkennt Phlox, dass T’Pol Recht hat. Als die beiden bemerken, dass die Enterprise entgegen der ursprünglichen Annahme die gefährliche All-Region noch nicht verlassen hat, ermitteln sie als Ursache, dass sich die Region während ihres Durchfluges ausgedehnt hat, sodass die weitere Durchquerung ohne Warpantrieb weitere zehn Wochen dauern würde. Daher setzt Phlox entgegen Tuckers ursprünglichem Rat den Warpantrieb in Gang, sodass die Enterprise die Region unverzüglich verlässt. Beim Aufwecken der Führungsoffiziere wird sich Phlox bewusst, dass auch T’Pol die ganze Zeit über sediert war und er sich die Interaktionen mit ihr nur eingebildet hat. |           |                         |                 |                      |                                       |                       |                                                          |
| 69 | 17        | Brutstätte              | Hatchery        | 25. Feb. 2004        | 5. Feb. 2005                          | Michael Grossman      | André Bormanis, Idee: André Bormanis, Mike Sussman       |
| Auf dem Flug nach Azati Prime entdeckt die Crew auf einem Planeten ein abgestürztes Raumschiff der insektoiden Xindi, dessen Besatzung tot ist. Während ein Außenteam darin einen Raum mit über 30 Eiern der Insektoiden untersucht, wird Archer von einem der Gelege mit einer Substanz besprüht, die Phlox zunächst als gefahrlos deutet. Um den Xindi zu beweisen, dass die Menschen – entgegen der Auffassung der Xindi – empfindungsfähig und nicht angriffslustig sind, möchte Archer sicherstellen, dass die Brut überlebt und nicht durch den bevorstehenden Mangel an Energie für die Brutstätte stirbt. Mit dieser Absicht trifft er aber auf die Abneigung seiner Führungsoffiziere, die die Meinung vertreten, dass man den Xindi nicht helfen dürfe zu überleben, weil man sie wegen ihres Angriffs auf die Erde bekämpfen müsse. In diesem Zusammenhang wird T’Pol durch Archer suspendiert und unter Arrest gestellt, Gleiches geschieht wenig später mit Reed. Als Archer den Auftrag gibt, zwecks Rettung der Eier einen Notruf an die Xindi zu schicken, werden die Meuterer in ihrem Widerstand gegen Archer und die ihn unterstützenden Mitglieder des militärischen Angriffskommandos bestärkt. Nachdem sie T’Pol befreit haben, erlangen einige von ihnen gewaltsam die Kontrolle über das Schiff, während Tucker im Raumschiffwrack Archer überwältigt. Phlox entdeckt schließlich, dass die Substanz, mit der Archer besprüht wurde, ihn auf die Eier prägte, die er dadurch wie seinen Nachwuchs behandelte und um jeden Preis schützte. Die restlichen Eier auf dem Planeten zurücklassend, setzt die Enterprise ihren Flug nach Azati Prime fort. |           |                         |                 |                      |                                       |                       |                                                          |
| 70 | 18        | Azati Prime (1)         | Azati Prime (1) | 3. März 2004         | 6. Feb. 2005                          | Allan Kroeker         | Manny Coto, Idee: Rick Berman, Brannon Braga, Manny Coto |
| Die Enterprise erreicht das Planetensystem, zu dem der Rote Riese und der Planet Azati Prime gehören. Da man mit der Enterprise das Sicherheitsgitter des Systems nicht überwinden kann, erkunden Tucker und Mayweather mit einer einst von den Insektoiden erbeuteten Fähre Azati Prime, unter dessen Meeresoberfläche sie eine Kommandozentrale entdecken und die Waffe lokalisieren. Aufgrund ihrer Größe lässt sich die Waffe nicht mit herkömmlichen Mitteln zerstören, deshalb muss ein Raumschiff als Zündmittel dienen. Archer entschließt sich, sich dazu selbst zu opfern. Der Zeitreisende Daniels versucht jedoch, ihn davon zu überzeugen, dass die Sternenflotte stattdessen mit den Xindi Frieden schließen müsse: 400 Jahre in der Zukunft werde die Menschheit mit den Xindi in der Föderation vereint sein und es werde ihnen nur gemeinsam gelingen, die transdimensionalen Wesen zu besiegen, die mit den Sphären die Ausdehnung zu dem Zweck zu rekonfigurieren versuchen, diese für sich bewohnbar zu machen. Archer missachtet Daniels’ Argumente zunächst und begibt sich mit der Insektoiden-Fähre nach Azati Prime. Ihm gelingt die Umsetzung seines Planes jedoch nicht, da er von den Xindi gefangen genommen wird. Mit Hilfe der von Daniels erhaltenen Informationen kann er aber erreichen, dass Degra und einige andere nicht-reptilianische Ratsmitglieder an der Zweckhaftigkeit des Einsatzes der Waffe zu zweifeln beginnen: Wenn die Xindi die Menschheit vernichteten, dann würde auch die Xindi-Spezies eliminiert. Die Reptilianer glauben Archer jedoch nicht und greifen unterdessen mit mehreren Raumschiffen die Enterprise an, wobei diese schwerst beschädigt wird und etliche Crewmitglieder sterben.                                                                                                |           |                         |                 |                      |                                       |                       |                                                          |
| 71 | 19        | Beschädigungen (2)      | Damage (2)      | 21. Apr. 2004        | 12. Feb. 2005                         | James L. Conway       | Phyllis Strong                                           |
| Der Xindi-Rat, dem Degra angehört, kommt zu der Überzeugung, dass die Enterprise keine so große Bedrohung darstellt wie von den Reptilianern angenommen. Daher lässt er den Angriff auf die Enterprise einstellen und Archer in einer Raumkapsel dorthin zurückkehren. In der Kapsel entdeckt die Crew eine geheime Botschaft von Degra mit dem Hinweis, ihn in drei Tagen an einem vier Lichtjahre entfernten Ort zu treffen. Da der Warpantrieb der Enterprise defekt ist, würde man den Treffpunkt zu spät erreichen. Der Captain eines plötzlich erschienenen Raumschiffs mit einigen Fremden an Bord, die technische Hilfe benötigen, erteilt Archer eine Absage auf dessen Bitte, ihm seine Warpspule zu überlassen. Archer fasst daher schweren Herzens den Entschluss, die Warpspule von dem Raumschiff der Hilfesuchenden zu rauben. Trotz Einsprüchen von Archers Kollegen setzt dieser den Entschluss in die Tat um und einem von ihm geführten Enterkommando gelingt der Raub, wodurch die Enterprise auf den Treffpunkt Kurs setzt und ihn aller Voraussicht nach pünktlich erreichen wird. – Vor dem intern uneinigen Xindi-Rat erscheint ein transdimensionales Wesen und fordert die Ratsmitglieder zur Geschlossenheit und dazu auf, die Waffe wie geplant gegen die Erde einzusetzen. Degra zweifelt nach wie vor, da er von den transdimensionalen Wesen keine Beweise für die Feindlichkeit der Menschheit hat. – T’Pol offenbart unterdessen gegenüber Phlox, dass sie nach der Substanz Trellium-D süchtig geworden ist, und begibt sich bei ihm in die Behandlung ihrer Entzugserscheinungen, zu denen ausgeprägtes emotionales Verhalten gehört. |           |                         |                 |                      |                                       |                       |                                                          |
| 72 | 20        | Die Vergessenen         | The Forgotten   | 28. Apr. 2004        | 13. Feb. 2005                         | LeVar Burton          | Chris Black, David A. Goodman                            |
| Die Enterprise fliegt zu einem Treffen mit Degra. Derweilen kümmert sich die Crew um ihre mittlerweile 18 Toten, die Verletzten und um die Beschädigungen am Schiff. T’Pol erfährt von Phlox, dass ihre Nerven durch die Einnahme des Trellium-D erheblich geschädigt sind und sie deshalb wohl dauerhaft ihre Emotionen nicht mehr unterdrücken können wird. Während Tucker ein Kondolenzschreiben an die Eltern einer getöteten Ingenieurin seines Teams verfasst, erlebt er Albträume und trauert um seine tote Schwester, was ihn gegenüber Degra rachsüchtig werden lässt. Dieser kommt, nachdem die Enterprise den vor den anderen Xindi geheim gehaltenen Treffpunkt nahe einer Sphäre erreicht hat, an Bord der Enterprise. Dort lässt er sich durch Archer Beweise für die von den transdimensionalen Wesen und den Reptilianern ausgehende Bedrohung zeigen; im Gegensatz zu Degra bleibt dessen Begleiter aber zunächst misstrauisch. Den Angriff eines reptilianischen Schiffes kann die Enterprise durch die entscheidende Hilfe Degras abwehren. Bei der Reparatur eines Plasmalecks an der Enterprise-Außenhülle fällt Reed wegen Überhitzung in Ohnmacht. Degra gibt Archer die Koordinaten des Xindi-Rates und informiert ihn auch über eine Abkürzung durch einen Subraumkorridor. Archer und Degra begeben sich auf den Weg zum Rat und planen eine Allianz gegen die Reptilianer. |           |                         |                 |                      |                                       |                       |                                                          |
| 73 | 21        | E2                      | E2              | 5. Mai 2004          | 19. Feb. 2005                         | Roxann Dawson         | Mike Sussman                                             |
| Die Enterprise-Crew trifft auf dem Flug zum Subraumkorridor auf eine deutlich älter aussehende Kopie ihres Schiffes. Zu ihrer Besatzung gehören auch Nachkommen der aktuellen Enterprise-Crew, darunter Lorian, der Commander, der Sohn von T’Pol und Tucker. Die zweite Enterprise wurde bedingt durch ein temporales Phänomen 117 Jahre in die Vergangenheit geschleudert, versuchte vergeblich, die erste Xindi-Waffe zu zerstören, und wartete seitdem in der Ausdehnung auf das Eintreffen der aktuellen Enterprise, um diese davon abzuhalten, sich in den Korridor zu begeben. T’Pol erhält Berechnungen ihres älteren Ichs, das mittlerweile Greisin ist. Ihnen zufolge kann die von Archer kommandierte Enterprise sich womöglich doch gefahrlos in den Korridor begeben. Da Lorian diese Einschätzung nicht teilt und stattdessen seinen Plan umsetzen will, benötigt er funktionierende Warpplasma-Injektoren für sein Schiff, die er von Archers Enterprise stiehlt. Um Lorians Enterprise am Abflug zu hindern, lässt Archer den Antrieb des anderen Schiffes zerstören und Ausrüstungsgegenstände herüberbeamen und zwingt Lorian so dazu, seinen Plan aufzugeben. Während Archer sein Schiff in den Korridor fliegen lässt, erhält er Waffenhilfe durch Lorians Enterprise, die die Angriffe dreier fremder Raumschiffe abwehrt. Nach dem Flug durch den Korridor ist Lorians Schiff verschwunden und Archers Enterprise trifft Degra an den vereinbarten Koordinaten. |           |                         |                 |                      |                                       |                       |                                                          |
| 74 | 22        | Der Rat                 | The Council     | 12. Mai 2004         | 20. Feb. 2005                         | David Livingston      | Manny Coto                                               |
| Die transdimensionalen Wesen versuchen die reptilianischen und insektoiden Xindi-Ratsmitglieder in ihrem Sinne zu beeinflussen und dadurch die Menschen davon abzuhalten, die Waffe zu zerstören. Die Enterprise trifft bei dem Planeten ein, auf dem der Rat tagt, und wird dabei von Degra sowie anderen humanoiden und arboralen Xindi eskortiert. Zuvor hat sich ein von T’Pol geleitetes Außenteam in einer Fähre zu einer Sphäre begeben, um aus deren Datenkern Informationen zu gewinnen. Im Inneren der Sphäre stößt das Team auf einen Verteidigungsmechanismus, der ein Teammitglied tötet. Vor den Rat treten Degra und Archer, begleitet von Sato als Übersetzerin, persönlich. Sie präsentieren dem Rat Beweise dafür, dass die transdimensionalen Wesen die Xindi benutzen und dass die Ausdehnung für die Xindi nicht mehr kompatibel wäre, wenn die Wesen Erfolg damit hätten, sie für sich selbst bewohnbar zu machen. Beeinflusst von den transdimensionalen Wesen, die den Reptilianern die langfristige Dominanz innerhalb der Xindi garantieren, überlistet der reptilianische Anführer Dolim seinen Kontrahenten Degra und ersticht ihn für seinen Verrat an den Xindi. Da Reptilianer und Insektoiden der Enterprise-Crew und den anderen Ratsmitgliedern nicht glauben, spalten sie sich vom Rat ab. Dolim lässt die Waffe vom Planeten starten und fliegt damit unter schwerem Beschuss durch die Allianz aus Enterprise, humanoiden und arboralen Xindi in einen Raumwirbel. Kurz vor dem Verschwinden im Wirbel lässt er Sato entführen. |           |                         |                 |                      |                                       |                       |                                                          |
| 75 | 23        | Countdown               | Countdown       | 19. Mai 2004         | 26. Feb. 2005                         | Robert Duncan McNeill | André Bormanis, Chris Black                              |
| Im Inneren der Waffe lässt Dolim Sato Parasiten injizieren, damit sie den Reptilianern den letzten Aktivierungscode für die Waffe entschlüsselt. Sie wehrt sich zunächst und fügt eine Verschlüsselungsebene hinzu, aber schließlich machen die Parasiten sie gefügig. – Da die Enterprise und die Raumschiffe der humanoiden und arboralen Xindi zu schwach bewaffnet sind, um die reptilianischen Schiffe zu bekämpfen, bittet Archer die Aquarianer um Hilfe. Diese lassen sich erst überzeugen, als ihnen Archer seine Hilfe bei der Deaktivierung der Sphären anbietet, wofür T’Pol und Tucker, basierend auf den neu gewonnenen Daten, mittlerweile eine Möglichkeit gefunden zu haben glauben. – T’Pol bittet Tucker um Hilfe bei der Bewältigung ihrer Emotionen. – Geschützt von hinzugekommenen aquarianischen Raumschiffen lässt Archer die Enterprise in die Nähe der Waffe fliegen, die von zahlreichen reptilianischen und insektoiden Schiffen verteidigt wird. Diese werden von der Enterprise und den mit ihr verbündeten Xindi-Raumschiffen unter schweren Beschuss genommen. Um die Waffe sowie die reptilianischen und insektoiden Schiffe zu beschützen, erzeugen die transdimensionalen Wesen eine riesige Raumanomalie. – Einem von Hayes geführten Außenteam gelingt es, Sato lebend auf die Enterprise zurückzuholen; dabei wird Hayes allerdings angeschossen, sodass er wenig später stirbt. – Reptilianische und insektoide Raumschiffe begeben sich, Kurs auf die Erde setzend, mit der Waffe in einen Raumwirbel, der ihnen zur schnelleren Beförderung dient. Während des Fluges trennt sich Dolim von den mittlerweile gegen ihn opponierenden Insektoiden. Um die Zerstörung der Erde zu verhindern, verfolgt Archer die Waffe mit einem Außenteam auf Degras Schiff, das als einziges schnell genug fliegen kann. |           |                         |                 |                      |                                       |                       |                                                          |
| 76 | 24        | Stunde Null             | Zero Hour       | 26. Mai 2004         | 27. Feb. 2005                         | Allan Kroeker         | Rick Berman, Brannon Braga                               |
| Während sich die Enterprise einer Sphäre nähert, um das Sphärennetz zu zerstören, erzeugen die transdimensionalen Wesen zu deren Schutz eine riesige Raumanomalie. Während die Enterprise die Sphäre beschießt, entern einige der Wesen das Schiff und sabotieren dessen Systeme. Damit haben sie jedoch keinen Erfolg; die Sphäre und mit ihr andere Sphären werden durch den Beschuss zerstört, die von den Wesen transformierte Ausdehnung kollabiert vollständig. – Unterdessen verfolgt das Außenteam mit einigen verbündeten Xindi auf Degras Schiff die Waffe. Archer ignoriert die Bitte des Zeitreisenden Daniels, sich zur Zerstörung der Waffe nicht selbst zu opfern, weil er bei der Gründung der Föderation eine entscheidende Rolle spielen werde. Mit der Hilfe des hinzugekommenen Raumschiffs von Shran kann sich das Außenteam der Waffe nähern. Nachdem Sato trotz ihres Nerventraumas die Baupläne der Waffe entschlüsselt hat, leitet sie Archer bei der Deaktivierung des Waffenreaktors an. In einem erbitterten Duell gelingt es Archer zwar, Dolim zu töten, jedoch schafft er es scheinbar nicht, sich rechtzeitig vor der in Erdnähe erfolgenden Explosion der Waffe zurück auf Degras Schiff beamen zu lassen. Das Außenteam kehrt ohne Archer zum Treffpunkt mit der Enterprise zurück, die sodann zur Erde fliegt. Die Crew erfährt, dass der Xindi-Rat wieder zusammentritt. Nach erfolglosem Kontaktaufnahmeversuch die Erde untersuchend, wird eine Fähre mit Tucker und Mayweather an Bord beim Anflug auf San Francisco von Kampfflugzeugen beschossen. Der schwer verletzte Archer wird in einem Lazarett voller Deutscher von einem Außerirdischen in Nazi-Offiziersuniform begutachtet. |           |                         |                 |                      |                                       |                       |                                                          |